# نويل ديفيد
نويل ديفيد (26 فبراير 1971 - ) هو لاعب كريكت هندي.

## وصلات خارجية
- نويل ديفيد على موقع إي آس بي آن كريك إنفو (الإنجليزية)